# Wiejsieje (gmina)
Wiejsieje (także Wejseje) – dawna gmina wiejska istniejąca na przełomie XIX i XX wieku w guberni suwalskiej. Siedzibą władz gminy były Wiejsieje (lit. Veisiejai).
Za Królestwa Polskiego gmina należała do powiatu sejneńskiego w guberni suwalskiej.
Po odzyskaniu niepodległości przez Polskę i Litwę powiat sejneński został przedzielony granicą, w związku z czym obszar gminy Wiejsieje znalazł się w państwie litewskim.